# Afonso Dhlakama
Afonso Machaco Dhlakama (Muxungue, 1º gennaio 1953 – Gorongosa, 3 maggio 2018) è stato un politico mozambicano.

## Biografia
Dopo la morte nel 1979 del fondatore André Matsangais assunse la guida del gruppo di guerriglieri Renamo, di orientamento conservatore, al culmine della guerra civile mozambicana contro i guerriglieri comunisti FRELIMO. Il 4 ottobre 1992, firmò con Joaquim Chissano (allora presidente del Mozambico), gli Accordi di pace di Roma, ponendo fine alla guerra civile che durava da quasi 16 anni, distruggendo l'economia e le infrastrutture del paese e causato centinaia di migliaia di morti. Da allora la Renamo è diventata un partito politico, il secondo più grande del Mozambico.
Contrariamente alle sue riconosciute capacità di stratega militare, Afonso Dhlakama non ha avuto lo stesso successo politico, infatti ha accumulato successive sconfitte nelle cinque elezioni alle quali si è presentato come candidato, sfiorando l'elezione a presidente nel 1999 quando ottenne il 47.71%. In situazioni di crisi, ha fatto spesso ricorso a un discorso guerrafondaio, comprese le minacce per tornare alla lotta armata, che alla fine si è materializzata a metà del 2013 quando truppe presidenziali attaccarono la base Renamo dove si trovava Dhlakama.
Il 3 maggio 2018 Dhlakama è morto per un attacco cardiaco, causato da una grave crisi diabetica. Con la sua morte il partito, che aveva ottenuto il 32% alle elezioni del 2014, è sceso al 22% nel 2019 per crollare nel 2024 al 5,83%.